# 쿠를로보
쿠를로보(러시아어: Курлово)는 러시아 블라디미르주 남부에 위치한 도시로, 인구는 7,433명(2002년 기준)이다. 블라디미르(블라디미르 주의 주도)에서 남쪽으로 80km 정도 떨어진 곳에 위치한다. 1811년 이 곳 근처에 유리 공장이 들어서면서 신설되었다. 1927년 도시형 촌락으로 승격되었고 1998년 시로 승격되었다.